# Россберн
Россберн (англ. Rossburn) — муніципалітет в Канаді, у провінції Манітоба.

## Населення
За даними перепису 2016 року, муніципалітет нараховував 976 осіб, показавши скорочення на 6,7%, порівняно з 2011-м роком. Середня густина населення становила 1,4 осіб/км².
З офіційних мов обидвома одночасно володіли 35 жителів, тільки англійською — 905, тільки французькою — 5. Усього 170 осіб вважали рідною мовою не одну з офіційних, з них 5 — одну з корінних мов, а 145 — українську.
Працездатне населення становило 69,6% усього населення, рівень безробіття — 1,7% (0% серед чоловіків та 3,7% серед жінок). 63,9% осіб були найманими працівниками, а 36,1% — самозайнятими.
Середній дохід на особу становив $34 481 (медіана $25 259), при цьому для чоловіків — $36 778, а для жінок $32 013 (медіани — $27 360 та $23 317 відповідно).
32,7% мешканців мали закінчену шкільну освіту, не мали закінченої шкільної освіти — 30,4%, 38% мали післяшкільну освіту, з яких 20% мали диплом бакалавра, або вищий.
| Статево-вікова структура населення | Статево-вікова структура населення | Статево-вікова структура населення | Статево-вікова структура населення | Статево-вікова структура населення |
| ---------------------------------- | ---------------------------------- | ---------------------------------- | ---------------------------------- | ---------------------------------- |
|                                    |                                    |                                    |                                    |                                    |
| Всього                             | Всього                             | 51,5%48,5%                         |                                    |                                    |
| 0 — 14 років                       | 0 — 14 років                       |                                    | 15,8%                              | 15,8%                              |
| 15 — 64 років                      | 15 — 64 років                      |                                    | 54,6%                              | 54,6%                              |
| 65 і більше                        | 65 і більше                        |                                    | 29,6%                              | 29,6%                              |
| 85 і більше                        | 85 і більше                        |                                    | 5,6%                               | 5,6%                               |
| Середній вік (років)               | Середній вік (років)               | 45,949,8                           | 47,8                               | 47,8                               |
| Медіана (років)                    | Медіана (років)                    | 50,254,3                           | 52,6                               | 52,6                               |
| — чоловіки — жінки                 |                                    |                                    |                                    |                                    |

| Походження мешканців:     | Походження мешканців:     | Походження мешканців: | Походження мешканців: | Походження мешканців: |
| ------------------------- | ------------------------- | --------------------- | --------------------- | --------------------- |
| Походження                |                           |                       | осіб                  | %                     |
| Корінні американці        | Корінні американці        |                       | 75                    | 7.81%                 |
| Інше північноамериканське | Інше північноамериканське |                       | 120                   | 12.5%                 |
| Європейське               | Європейське               |                       | 905                   | 94.27%                |
| британське                | британське                |                       | 300                   | 31.25%                |
| французьке                | французьке                |                       | 75                    | 7.81%                 |
| українське                | українське                |                       | 550                   | 57.29%                |
| Карибське                 | Карибське                 |                       | 10                    | 1.04%                 |

| Зайнятість населення за галузями (за класифікацією NOC): | Зайнятість населення за галузями (за класифікацією NOC): | Зайнятість населення за галузями (за класифікацією NOC): | Зайнятість населення за галузями (за класифікацією NOC): | Зайнятість населення за галузями (за класифікацією NOC): |
| -------------------------------------------------------- | -------------------------------------------------------- | -------------------------------------------------------- | -------------------------------------------------------- | -------------------------------------------------------- |
|                                                          |                                                          |                                                          |                                                          |                                                          |
| Управління                                               | Управління                                               |                                                          | 26,9%                                                    | 26,9%                                                    |
| Бізнес, фінанси та адміністрування                       | Бізнес, фінанси та адміністрування                       |                                                          | 7,6%                                                     | 7,6%                                                     |
| Природничі та прикладні науки                            | Природничі та прикладні науки                            |                                                          | 1,7%                                                     | 1,7%                                                     |
| Охорона здоров'я                                         | Охорона здоров'я                                         |                                                          | 7,6%                                                     | 7,6%                                                     |
| Освіта, правозахист, муніципальні та урядові служби      | Освіта, правозахист, муніципальні та урядові служби      |                                                          | 13,4%                                                    | 13,4%                                                    |
| Роздрібна торгівля та послуги                            | Роздрібна торгівля та послуги                            |                                                          | 14,3%                                                    | 14,3%                                                    |
| Гуртова торгівля, транспорт та обладнання                | Гуртова торгівля, транспорт та обладнання                |                                                          | 16,8%                                                    | 16,8%                                                    |
| Природні ресурси, сільське господарство                  | Природні ресурси, сільське господарство                  |                                                          | 10,1%                                                    | 10,1%                                                    |

## Клімат
Середня річна температура становить 0,8°C, середня максимальна – 22,1°C, а середня мінімальна – -25,6°C. Середня річна кількість опадів – 507 мм.
| Клімат поселення                              | Клімат поселення | Клімат поселення | Клімат поселення | Клімат поселення | Клімат поселення | Клімат поселення | Клімат поселення | Клімат поселення | Клімат поселення | Клімат поселення | Клімат поселення | Клімат поселення | Клімат поселення |
| Показник                                      | Січ.             | Лют.             | Бер.             | Квіт.            | Трав.            | Черв.            | Лип.             | Серп.            | Вер.             | Жовт.            | Лист.            | Груд.            |                  |
| Середній максимум, °C                         | −13,14           | −8,86            | −2,27            | 7,70             | 15,83            | 21,30            | 22,12            | 21,04            | 15,18            | 8,22             | −1,9             | −10,89           |                  |
| Середня температура, °C                       | −19,39           | −15,1            | −8,5             | 1,45             | 9,59             | 15,06            | 17,60            | 16,52            | 10,67            | 3,72             | −6,4             | −15,4            |                  |
| Середній мінімум, °C                          | −25,63           | −21,34           | −14,74           | −4,79            | 3,36             | 8,81             | 13,10            | 12,01            | 6,15             | −0,79            | −10,9            | −19,9            |                  |
| Норма опадів, мм                              | 25               | 16               | 30               | 25               | 57               | 89               | 75               | 63               | 47               | 29               | 23               | 28               |                  |
| Середньомісячна швидкість вітру, м/с          | 3.90             | 3.90             | 4.00             | 4.30             | 4.50             | 4.00             | 3.50             | 3.60             | 4.00             | 4.20             | 4.09             | 3.90             |                  |
| Середньомісячна сонячна радіація, кДж/м²·день | 3944             | 7289             | 12623            | 17119            | 20293            | 21432            | 21891            | 18507            | 12805            | 7646             | 4082             | 3089             |                  |
| --------------------------------------------- | ---------------- | ---------------- | ---------------- | ---------------- | ---------------- | ---------------- | ---------------- | ---------------- | ---------------- | ---------------- | ---------------- | ---------------- | ---------------- |
| Джерело:                                      |                  |                  |                  |                  |                  |                  |                  |                  |                  |                  |                  |                  |                  |